# غاي لانتش
غاي لانتش (بالإنجليزية: Jay Lynch)‏ (31 مارس 1993 في المملكة المتحدة - ) هو لاعب كرة قدم بريطاني في مركز حراسة المرمى. لعب مع بولتون واندررز ونادي أكرينغتون ستانلي وسالفورد سيتي.

## وصلات خارجية
- غاي لانتش على موقع قاعدة بيانات كرة القدم.إي يو (الإنجليزية)
- غاي لانتش على موقع Soccerbase.com (لاعب) (الإنجليزية)
- غاي لانتش على موقع Soccerway.com (الإنجليزية)